# Empédocles
Empédocles de Agrigento (griego Ἐμπεδοκλής, (Agrigento, 495-435 a. C.) fue un filósofo y político griego.
Se interesó por el pensamiento de Parménides. Tomó de él muchos atributos asignados al Ser parmenídeo y los aplicó a su propia Sphairos, la divinidad en la cual todo estaba mezclado en armonía. Cree como Parménides que nada puede originarse de la nada y que lo que existe no puede desaparecer, pero mientras que aquel deducía de esto que la realidad era una e inmóvil, Empédocles postuló que eran cuatro los principios materiales de la realidad y que se hallaban en constante movimiento, mezclándose y repulsándose por las fuerzas espirituales del Amor y el Odio. Estos eran los elementos propuestos por Tales de Mileto, Anaxímenes, Heráclito y Jenófanes: agua, aire, fuego y tierra respectivamente.

## Biografía
No se conocen con exactitud las fechas del nacimiento y muerte de Empédocles, pero Diógenes Laercio afirma que tenía unos cuarenta años durante la 84.ª Olimpiada (444/440 a. C.); Apolodoro de Atenas (recogido por Diógenes Laercio) dice que a poco de nacer llegó a la colonia de Turios justo tras su fundación (444/3 a. C.), y Aristóteles afirma que murió a los 60 años, y que era más joven que Anaxágoras, lo que permite situarlas aproximadamente en 484/3-424/3 a. C. Sin embargo, puesto que Teofrasto afirmaba que había nacido no mucho después de Anaxágoras, hay autores que prefieren retrotraer sus fechas de nacimiento y muerte, situándolas en 495 y 435 a. C. respectivamente. Otras fuentes consideran que vivió 77 o 109 años, lo que suele considerarse una inferencia provocada por noticias no documentadas sobre su trato con otros personajes. Provenía de una familia aristocrática y recibió una educación acorde a ello. Su padre fue Metón, que intervino en el derrocamiento del tirano Trasideo, hijo de Terón en el año 470 a. C. Su abuelo, también llamado Empédocles, fue criador de caballos como cuenta Diógenes Laercio, y venció en las carreras de caballos en Olimpia durante los LXXI Juegos Olímpicos.
Durante la infancia del filósofo, Agrigento, su ciudad natal, gozaba de su máximo poder y fama bajo el gobierno del tirano Terón (488-472), quien fue reconocido por ser un gobernante interesado por las artes y la religión, encarnando así las preocupaciones del pueblo agrigentino, que conformaron el medio espiritual del cual Empédocles se nutrió. Luego de la muerte de Terón, la tiranía pasó a manos de su hijo Trasideo. Posteriormente esta fue derrocada y se estableció en Agrigento una democracia. En esta transformación política, el filósofo tuvo parte importante, y su defensa de la democracia instaurada lo llevó a disolver una organización oligárquica conocida como la asamblea de los mil. Además persuadió a los habitantes de Agrigento de abandonar las luchas entre partidos y cultivar la igualdad política y rehusó cualquier cargo que se le quisiera otorgar. Por sus ideales democráticos y quizás por su extravagancia y sus métodos, Empédocles se hizo muchos enemigos, que en una de sus ausencias de Agrigento conspiraron contra él e impidieron su regreso.
Fue orador y médico excelente, quizás fue fundador de la escuela siciliana de medicina, aunque otros le atribuyan este título a su amigo Acrón. Diversos autores nos hablan de su talento a la hora de curar enfermedades, así como también dan fe de hazañas increíbles, como Heráclides, quien cuenta que llegó al punto de resucitar una mujer que llevaba 30 días sin respirar. Otros contemporáneos le reconocen poderes sobrenaturales como rejuvenecer ancianos y controlar el clima. También propuso purificar el alma a través del vegetarianismo. A pesar del valor histórico que puedan tener estos testimonios, muchos se basan en lo que el propio agrigentino expresaba en sus poemas y discursos, acrecentando así su imagen mística y divina.
Hay varias leyendas acerca de su muerte. Una de ellas es que luego de celebrar un sacrificio en un campo de Pisianacte, todos los invitados, incluido su discípulo Pausanias, se retiraron del lugar. Empédocles sin embargo se mantuvo allí. Al día siguiente, el filósofo no se encontraba por ningún lado y algún sirviente dijo haber escuchado una voz que lo llamaba y luego haber visto una luz celestial. Luego de eso Pausanias determinó que era hora de alabarle como a un dios. Otra versión nos dice que se arrojó al volcán Etna, buscando confirmar su unión divina con la naturaleza. Esta versión fue desmentida por muchos en la antigüedad, como si se tratase de un engaño (Hipóboto). Timeo es quien da el dato más probable acerca de su muerte, diciendo que Empédocles murió en el Peloponeso, una vez exiliado de Agrigento.

## Obra
Hay muchas obras que se atribuyen a Empédocles, pero muchas son falsas. Entre ellas se encuentran epigramas dirigidos a su discípulo Pausanias, versos dedicados a Pitágoras y cierto número de tragedias. Aristóteles además  le atribuye haber escrito el “Tránsito de Jerjes” que fue quemado por ser una obra imperfecta, y un “Proemio a Apolo” que fue quemado involuntariamente. También se le atribuyen tratados médicos escritos en prosa, pero ninguno de ellos se conoce hoy en día.
Los únicos escritos que se tienen con seguridad de Empédocles son dos poemas: Sobre la naturaleza de los seres y Las purificaciones. El primero trata sobre explicaciones basadas en fundamentos científicos y racionales acerca del mundo natural tal como su autor lo entendía, desde su fisiología hasta su movimiento. El segundo poema, se trata de un escrito religioso, en donde se narra y se revela como imperativo el camino de un alma que luego de ser desterrada por su propia culpa de su morada divina debe por medio de la purificación retornar al lugar al cual pertenece. En estos escritos, de naturalezas tan diferentes como lo pueden parecer la científica y la religiosa, Empédocles parece encarnar el genio griego de aquella época, que no veía contradicción alguna en asumir estas dos posturas que pueden parecer contradictorias en un primer momento.
El estilo de escritura de los dos poemas es el hexámetro dactílico de la tradición épica, el cual parecía ser para el filósofo agrigentino la mejor manera de expresar su pensamiento. Él mismo advirtió que este iba a hallar una gran dificultad para darse a entender, por lo cual eligió conscientemente el poema como medio de expresión, y en él se ve cómo vuelve varias veces sobre la misma idea mediante la repetición de versos en contextos diferentes, cómo retorna sobre sus pasos cuando siente que debe aclarar una explicación, etc. y el mismo dice en el fragmento 25:

[...] es bueno repetir incluso dos veces lo que es necesario.

Se nota en sus escritos además, el uso de abundantes símiles para explicar leyes generales mediante acciones relacionadas con la invención humana (cocción del pan, aleación de metales, pintar un cuadro, etc.)

### Sobre la naturaleza de los seres
Este poema, (en griego Περὶ φύσεως), está dirigido a Pausanias, discípulo de Empédocles. En él encontramos varios rasgos de la filosofía de Parménides deliberadamente enunciada. Esto ya bien para mostrar puntos de acuerdo con el filósofo de Elea o para mostrar un disenso.
Empédocles está de acuerdo con la tesis permenidea  que postula que nada puede surgir de la nada, y, a su vez, que nada de lo que existe puede desaparecer. En los fragmentos 11 y 12 se reafirma esta idea:

¡Seres pueriles! Porque no piensan profundamente

Quienes creen con firmeza que puede nacer lo que no existía

O que las cosas perecen por entero, destruyéndose completamente.

Porque de lo que en modo alguno existe es inconcebible que nazca nada,

que lo existente desaparezca por entero es tan imposible como increíble,

pues estará siempre allí donde esté situada cada cosa.

Sin embargo, Empédocles también muestra en su poema disconformidad con dos conclusiones de Parménides acerca del Ser y, ante la inmutabilidad y la unidad de este, propondrá que el ser se halla en constante movimiento y que su realidad última es en efecto una pluralidad de elementos primordiales que conforman todo lo que es. A su vez, frente al decisivo "es o no es" de Parménides, el filósofo de Agrigento muestra esta doble faceta de los seres, que en un sentido se originan y perecen, y por lo tanto son transitorios, y en otro son eternos, en tanto que están formados por elementos eternos.
Estos elementos primordiales son los arché (en griego ἀρχή) pensados por otros presocráticos y que fueron reunidos en su filosofía. Así pues tenemos  el fuego, la tierra, el aire y el agua, que son enunciados en el poema generalmente con nombres divinos:

Ante todo, aprende las cuatro raíces de todas las cosas:

Zeus el magnífico y Hera que da la vida; también Aidoneo,

Y Nestis, que hace correr con sus lagrimas las fuentes de los mortales.

Todos estos elementos tienen igual importancia en tanto que principio. Ninguno es anterior a otro, diferente de otros filósofos que pensaban en la predominancia de uno en particular.
Los nombres divinos que se le asignan a los elementos no son simples adornos poéticos, sino que revelan una concepción de la naturaleza según la cual todo está provisto de sensación y pensamiento.
Puesto que hay en su filosofía cuatro elementos primordiales y no una unidad única, estos elementos pueden moverse ocupando inmediatamente el lugar de los otros. Gracias a este movimiento del Ser, es posible la génesis del cosmos, en el cual sus seres son divisibles y están en movimiento. Esto le permite a Empédocles decir en “Sobre la naturaleza de los seres” que no existe nacimiento de ningún ser mortal, ni desaparición en la muerte, puesto que todo es mezcla y modificación de lo mezclado.

#### El Amor y la Discordia
Para explicar el movimiento del Ser, negado por Parménides, Empédocles propone fuerzas motoras externas o diferentes a los cuatro elementos. Estas fuerzas aparecen en el fragmento  17 con los nombres de Amor y Discordia, las fuerzas primordiales de atracción y repulsión. Ellas conviven en constante tensión, alternando su preponderancia en el mundo. Esta no puede ser nunca absoluta de una sobre la otra, pues esto haría que nuestro mundo se disolviera por completo o bien se hallase en un momento en el cual la vida terrestre sería imposible. En un determinado momento de este ir y venir entre la unión y la separación de las cosas es que es posible el nacimiento del mundo tal cual lo vemos.
Empédocles muestra esta doble visión de los seres, que en tanto que son compuestos de los elementos se originan y perecen constantemente, y en tanto que sus elementos son en sí indestructibles, son eternos. El Amor representa la atracción entre lo no semejante y la Discordia, la atracción entre lo semejante. Lo que la discordia separa, debe unirlo en una masa separada.
Las sustancias orgánicas se originan por el azar, es decir, fortuitamente, aunque siempre por influencia del Amor, quien los combina y mantiene unidos. Las cosas actúan según su naturaleza particular, pero de manera fortuita. De esta manera, se entiende al azar como una causa que se esconde a la razón humana. Es necesario en tanto que es la naturaleza de los elementos, que estos se muevan, y que estos se encuentren de manera azarosa. Esta naturaleza se trata, en el pensamiento de Empédocles, de la particular de cada elemento, y no está basada en una teleología.

#### El ciclo cósmico
Este ciclo puede explicarse en cuatro fases:
En un primer momento, el Amor lo gobierna todo sin oposición, y se encarga de mantener todo en una mezcla perfecta llamada Sphairos. Este es el Dios empedocleano y constituye una unidad en la cual todos los elementos se mantienen unidos en armonía. En un segundo momento, la Discordia entra en el Sphairos y comienza a separar los elementos hasta llegar a una tercera fase en la cual su dominio es pleno y todos los elementos se encuentran separados entre sí. Luego, en otra fase, el Amor irrumpe hasta unir otra vez todos los elementos y  lo mismo sucederá, inversamente, con la Discordia. Los seres mortales que vemos y entre los cuales nos encontramos, se sitúan en la fase intermedia en la cual las cosas se encuentran unidas y separadas a la vez, una etapa de tensión y conflicto entre las dos fuerzas. Para Empédocles no existe una cosmogonía que parta de una unidad primordial y fluya hacia una disgregación de manera lineal, sino que se trata de una sucesión infinita de mundos que van desde la disgregación absoluta hasta la unidad y viceversa:

Lo mortal tiene dos formas de nacer y dos de destruirse

El hecho de que el Sphairos  comenzara a estremecerse dando lugar a su proceso de disgregación ocurre, según Empédocles, de manera natural. No se explica demasiado en este aspecto, y alude a motivos religiosos, como lo hace en otras partes de sus poemas, al otorgarle a los sucesos el carácter de necesarios:

Existe un oráculo de la Necesidad, decreto antiguo de los dioses…

En cuanto al estado de las cosas una vez la Discordia ha separado todos los elementos y los ha mantenido aislados, Empédocles no da mayores pistas en los fragmentos que se conservan. Casi todo lo que hay acerca del tema son interpretaciones de los comentaristas. De cualquier manera se trata de un estado que está muy lejos de la divinidad del Sphairos en la cual todo se halla perfectamente mezclado.

#### Generación de los seres vivos
Para Empédocles la generación y aniquilación de los seres vivos, es decir, su nacimiento y su muerte, es en realidad una reestructuración de los elementos, mezclados en una disposición diferente.
La generación de los seres vivos también puede explicarse en cuatro fases:
En un principio, en la fase en la cual el Amor comenzaba a juntar todo, Empédocles muestra una imagen fantástica del proceso evolutivo, en el cual los miembros se hallaban separados del cuerpo y luego se combinarían por azar, dando lugar a una segunda etapa. Aquí el Amor combinó estas partes en seres monstruosos en algunos casos y sólo los seres más aptos continuaron su existencia. Todo lo que fue unido sin una fórmula apropiada del logos, pereció.
La tercera fase muestra un mundo en el cual la Discordia comienza a avanzar, haciendo que cada cosa se separe de la unidad para reunirse con su semejante, así, el fuego en cada cosa buscaba el fuego y lo mismo los otros elementos, aunque se hallaban impedidos de hacerlo ya que el Amor aun era fuerte y los mantenía en la mezcla. Aquí surgieron formas de vida compuestas por tierra y agua, endurecidas por el fuego, pero que no poseían miembros, órganos o distinción de sexo.
La cuarta fase sería en donde nosotros nos encontramos, con un mundo en donde la Discordia se muestra más avanzada. Aquí la discriminación hace que surjan las diferentes formas de vida: aves, peces, seres humanos, etc. y su distinción entre masculinos y femeninos. El Amor se va debilitando, y con ello pasamos a este mundo cruel y discordante. Esto da lugar a lo expresado en Las purificaciones, en donde Empédocles propone un camino hacia la salvación del humano mediante el retorno a la unidad a la cual todo pertenece, salvación posible puesto que toda degeneración física a partir del Sphairos tiene una correspondencia moral, y hacer el bien es el hacer orientado a la unidad del Amor, es decir a la divinidad del Sphairos.

#### Conocimiento y sensación
Las fuentes que más aportan en este aspecto son las palabras de los doxógrafos acerca del pensamiento del filósofo y no el propio Empédocles.  Según los escritos, él postula que todo conocimiento es de lo semejante por lo semejante. La sangre es la que permite el pensamiento y por lo tanto, como la sensación, es un proceso físico. En cuanto a esta última, según palabras de Teofrasto, el filósofo de Agrigento piensa que el placer se produce por obra de los semejantes en sus partes y en su mezcla y, el dolor, por obra de los contrarios. Es decir, que el placer se produce cuando los órganos sensoriales reciben objetos de percepción de los cuales carece y le son propios y, por otra parte, el dolor es producido cuando los objetos son diferentes. De igual manera, el conocimiento se produce por lo semejante y la ignorancia por lo desemejante, lo cual es otra prueba de que Empédocles consideraba que el conocimiento y la sensación son procesos muy similares.

[...] pues vemos la tierra por la tierra, el agua por el agua

el aire por el aire celeste, el fuego igualmente por el fuego destructor,

el amor por el amor y el odio por el funesto odio.

Todas las cosas emiten efluvios o emanaciones. Estas emanaciones son percibidas por los órganos, que están provistos de poros. La sensación se produce cuando justamente los efluvios u objetos de sensación pueden acoplarse a los poros de cada órgano sensorial, sin ser demasiado pequeños o demasiado grandes.

### Las purificaciones
En este poema se ve una influencia clara del pitagorismo y del orfismo en lo concerniente a la doctrina de la transmigración de las almas. Según esta, las almas habitaban todo tipo de seres y para alcanzar el estado de iluminación era necesario que estas ascendieran desde formas de vida menos complejas, hacia otras más complejas, siendo el humano la criatura con la capacidad de purificarse y escapar del ciclo de reencarnaciones.
El título en griego, (Καθαρμοί), hace alusión a diferentes formas de purificación necesaria una vez se ha cometido una falta u ofensa contra la ley divina. Esta se producía mediante crímenes deliberados como el homicidio, pero también por faltas como profanar un bosque sagrado sin intención.
En Las purificaciones, el Amor y la Discordia tienen un papel central, como lo tenían en el mundo físico de Sobre la naturaleza de los seres, sin embargo, aquí se hace hincapié en los efectos morales de estas fuerzas.
Aristóteles comenta que para el filósofo las cosas buenas, el orden y la belleza tenían al Amor como su causa, mientras que lo feo, lo malo y desordenado eran causados por el Odio.
Como sucede con el mundo físico, en el ámbito moral también se dan una serie de estados o fases en donde se parte de un momento en donde el Amor prevalecía y posteriormente las almas, seducidas por la Discordia, dan lugar a un mundo cada vez más imperfecto.
La primera de estas épocas, en la cual surgieron hombres y mujeres, es descrita por Empédocles como la era del Amor, no refiriéndose al momento de la Sphairos, sino al mundo en el cual el amor se hallaba en gran proporción tanto física como moralmente. Aquí se honraba a Cypris, la diosa del amor, y los combates y sacrificios animales no tenían lugar, la tierra ofrecía al hombre todo lo que este necesitaba y la benevolencia para con el humano se mostraba por doquier.
Luego ocurre una pérdida de la inocencia primordial, encarnada en el acto de derramar sangre animal. Para Empédocles, no es de ninguna manera posible que un hecho sea justo para algunos seres e injusto para otros. Teniendo presente que el filósofo consideraba a todos los seres como iguales, no podría decirse que el quitarle la vida a uno fuera justo, aunque fuese para una ofrenda o para alimentación. Todo esto está íntimamente relacionado con la doctrina pitagórica de la transmigración de las almas y la ley que la contempla.
El fragmento 137 muestra de manera dramática esta situación:

[...] y el padre, ofreciendo a su hijo que ha cambiado de forma,

le mata pronunciando una plegaria, el gran tonto. Los que proceden

al sacrificio de los suplicantes, se encuentran confusos, mientras que él, sin escuchar sus clamores,

después de haberlos matado, prepara en su morada el infame festín.

Igualmente el hijo coge al padre y los niños a su madre,

y después de haberles arrancado la vida, devoran su propia carne.

#### El alma
Para Empédocles las almas o daimones, son espíritus divinos que han caído en este mundo y se hallan prisioneros en cuerpos humanos a modo de castigo por haber seguido el camino de la Discordia. Por lo tanto, para su liberación es necesario que retome el camino de Afrodita y actúe de esta manera orientado al bien moral.
El alma debe abstenerse del mal para purificarse y además debe obtener el conocimiento de lo divino, puesto que según la teoría de que lo semejante se conoce por lo semejante esto emparentaría al humano con la divinidad.

## Recepción
Empédocles resultó de gran interés para la posteridad no solo por su personalidad extravagante y trágica, que llevara a Hölderlin a escribir una obra sobre su muerte: “La muerte de Empédocles" entre 1797 y 1800, sino que en su pensamiento se ampararon muchos otros autores a la hora de edificar sus propias doctrinas.
Entre los más cercanos en el tiempo al de Agrigento, Platón encontró en él su teoría de la visión. En concordancia con la idea de que lo semejante se conoce por lo semejante, ambos postulan que el fuego en nuestro interior, semejante con el fuego exterior, fluye de manera sutil y continua a través del ojo permitiendo así la visión. Aristóteles señaló que la teoría del alma de Platón coincide con la de Empédocles, donde el alma está compuesta de los cuatro elementos.
Es probable que Demócrito y los atomistas se vieran influidos por Empédocles y su teoría de las emanaciones para postular la suya propia.
Ya más acá en el tiempo, Schopenhauer considera la teoría del Amor y el Odio como fuerzas que estructuran la realidad, una aproximación a su propia teoría, en la cual una Voluntad ciega es el principio de toda realidad y su devenir.
Nietzsche muestra una particular estima por el filósofo griego. Lo considera una pensador pesimista pero que utiliza su pesimismo activamente, y cuya empresa se basa en el hacer orientado hacia la unidad y el Amor, sea en el campo político, moral, etc.
Posteriormente Freud, en similitud con Schopenhauer, considera a Empédocles un antecesor de su teoría del Eros y el Thanatos en su obra Análisis terminable e interminable, aunque aclara que mientras que el filósofo se basa en una “fantasía cósmica”, su teoría reclama una validez biológica.
En medicina, su teoría del equilibrio de los cuatro elementos colaboró con la idea de que la enfermedad es un fenómeno natural, puesto que se da por exceso o defecto de estos elementos presentes en el cuerpo.
Historiadores de la filosofía como Eduard Zeller, Wilhelm Dilthey o W. K. C. Guthrie han visto en sus intuiciones acerca de la naturaleza un antecedente remoto de las teorías de la evolución, al haber insinuado Empédocles la existencia de un avance gradual de los organismos hacia formaciones cada vez más perfeccionadas.
En música, el polaco René Leibowitz compuso en 1945 "Empedokles", para coro mixto a cappella, basándose en el texto de Hölderlin.